# Grądy (Pajęczno)
Pour les articles homonymes, voir Grądy.
Grądy (prononciation [ˈɡrɔndɨ]) est un village de la gmina de Działoszyn, du powiat de Pajęczno, dans la voïvodie de Łódź, situé dans le centre de la Pologne.
Il se situe à environ 6 kilomètres au sud-est de Działoszyn (siège de la gmina), 8 kilomètres au sud-ouest de Pajęczno (siège du powiat) et 85 kilomètres au sud-ouest de Łódź (capitale de la voïvodie).
Sa population s'élevait à 72 habitants en 2011.

## Administration
De 1975 à 1998, le village était attaché administrativement à l'ancienne voïvodie de Sieradz.

Depuis 1999, il fait partie de la nouvelle voïvodie de Łódź.